# Misión de Observadores de las Naciones Unidas en Prevlaka

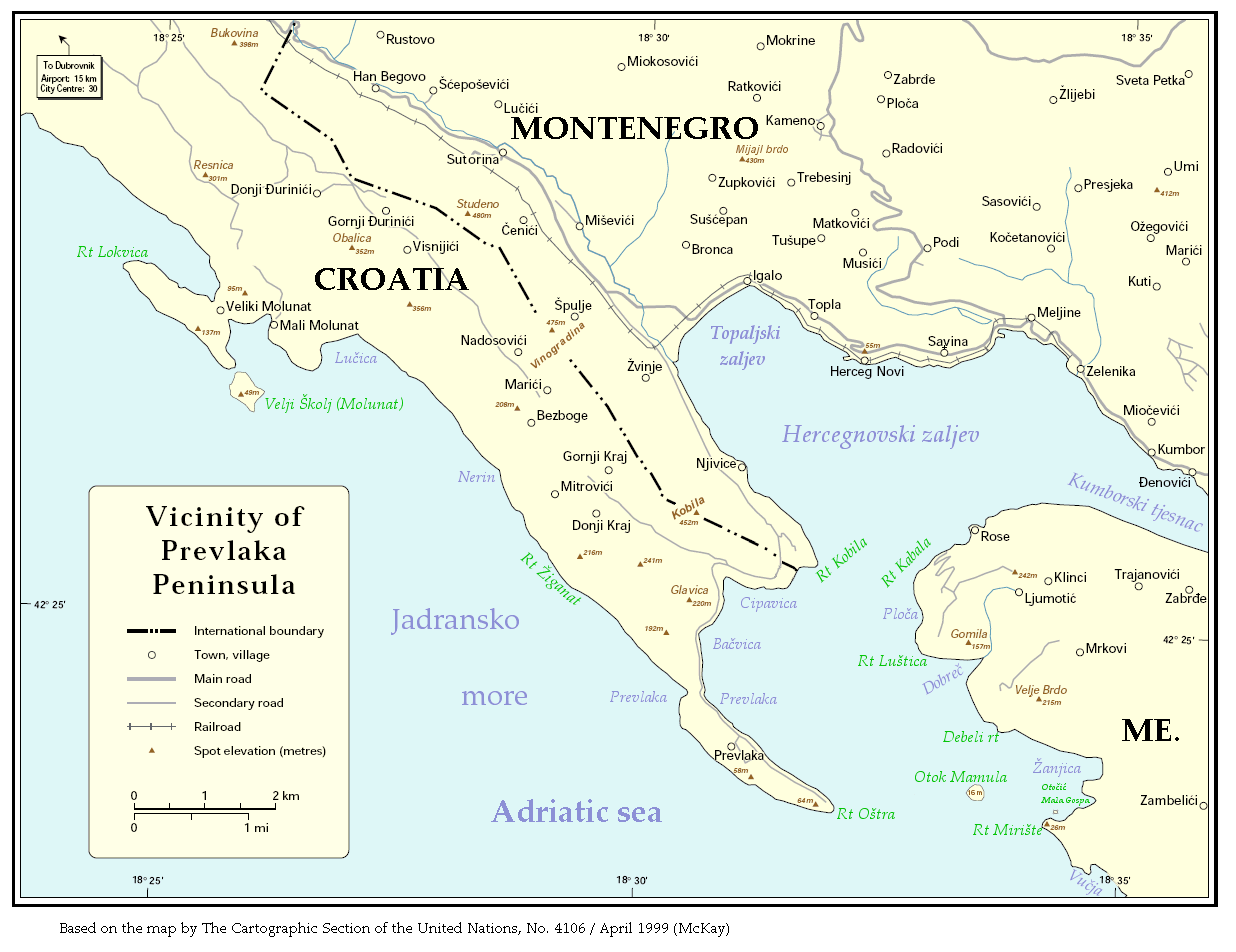
Península de Prevlaka y territorios vecinos.

La Misión de Observadores de las Naciones Unidas en Prevlaka (también conocida como MONUP por sus siglas en castellano o UNMOP por las siglas en inglés de United Nations Mission of Observers in Prevlaka) fue una misión multinacional de mantenimiento de la paz desplegada en la península de Prevlaka entre 1995 y 2002. La MONUP fue establecida con la aprobación de la resolución 1038 del Consejo de Seguridad de las Naciones Unidas del 15 de enero de 1996. En dicha resolución se indicaba que una nueva misión de observación pasaría a asumir las labores de verificación de la desmilitarización de la península de Prevlaka y zonas vecinas hasta ese momento realizadas por la Operación de las Naciones Unidas de Restablecimiento de la Confianza (ONURC).
La desmilitarización de Prevlaka fue un asunto prioritario de las Naciones Unidas para evitar un posible nuevo conflicto entre Croacia y Yugoslavia, países que se disputaban la soberanía de la península. Previamente a la creación de la MONUP, en octubre de 1992, el Consejo de Seguridad por medio de la resolución 779 ordenó a la Fuerza de Protección de las Naciones Unidas (UNPROFOR) la responsabilida de verificar la desmilitarización de la península como una de sus labores dentro de su mandato.
El 15 de diciembre de 2002, tras expirar la última prórroga de su mandato autorizada en la resolución 1437, la MONUP finalizó sus operaciones. El Consejo de Seguridad expresó su satisfacción por la estabilidad alcanzada en la zona bajo vigilancia de la MONUP y los avances entre Croacia y Yugoslavia en la normalización de sus relaciones bilaterales de cara a conseguir un acuerdo respecto a la situación de la península de Prevlaka.

## Despliegue
Aunque operacionalmente, desde el 1 de enero de 1996, la MONUP fue una misión totalmente independiente que informaba directamente a la Sede de las Naciones Unidas, para cuestiones administrativas y prespuestarías dependió de la Misión de las Naciones Unidas en Bosnia y Herzegovina (UNMIBH).
La MONUP estuvo desplegada en la península de Prevlaka y en zonas fronterizas de Yugoslavia y Croacia con la presencia ininterrumpida las 24 horas de sus efectivos. El cuartel general se estableció en Cavtat y contó con un total de 28 observadores militares apoyados por personal de las Naciones Unidas local e internacional.